# ТЭЦ Мощеница
ТЭЦ Мощеница (Moszczenica) – теплоэлектроцентраль на юге Польши, за четыре десятка километров на юго-запад от Катовиц.
С 1963 года в Ястшембе-Здруй действовала угольная шахта Мощеница, для обеспечения потребностей которой между 1963 и 1967 годами смонтировали три водогрейных котла PWRp-20 и один PWPg-5. В 1986 году дополнительно установили два водогрейных котла WR-25.
В 1970 году котельню преобразовали в ТЭЦ, для чего установили три угольных паровых котла OCG-64 и три турбины. Две из них мощностью по 12 МВт поставил чешский Первый Брненский машиностроительный завод, при этом одна (RG-12) относилась к турбинам с противодавлением, а другая (TG-12) — к конденсационным. Третью турбину (ТС-6 типа IEB-115-100-41) изготовили на ельблонгском заводе Zamech.
Позже станцию дополнили двумя генераторными установками мощностью по 4 МВт на основе двигателей внутреннего сгорания TCG 2032V16 и CG 260-16 производства немецкой компании MWM Deutz. Они используют шахтный метан, получаемый при дегазации подземных выработок.
Общая электрическая мощность станции составляет 38,3 МВт при тепловой мощности 155,5 МВт (на данный момент работает только один котел типа WR-25).
В 2000 году шахта Мощеница прекратила свою работу, однако ТЭЦ с 1994 года уже действовала отдельно от нее.